# Гаёк (Даугавпилс)

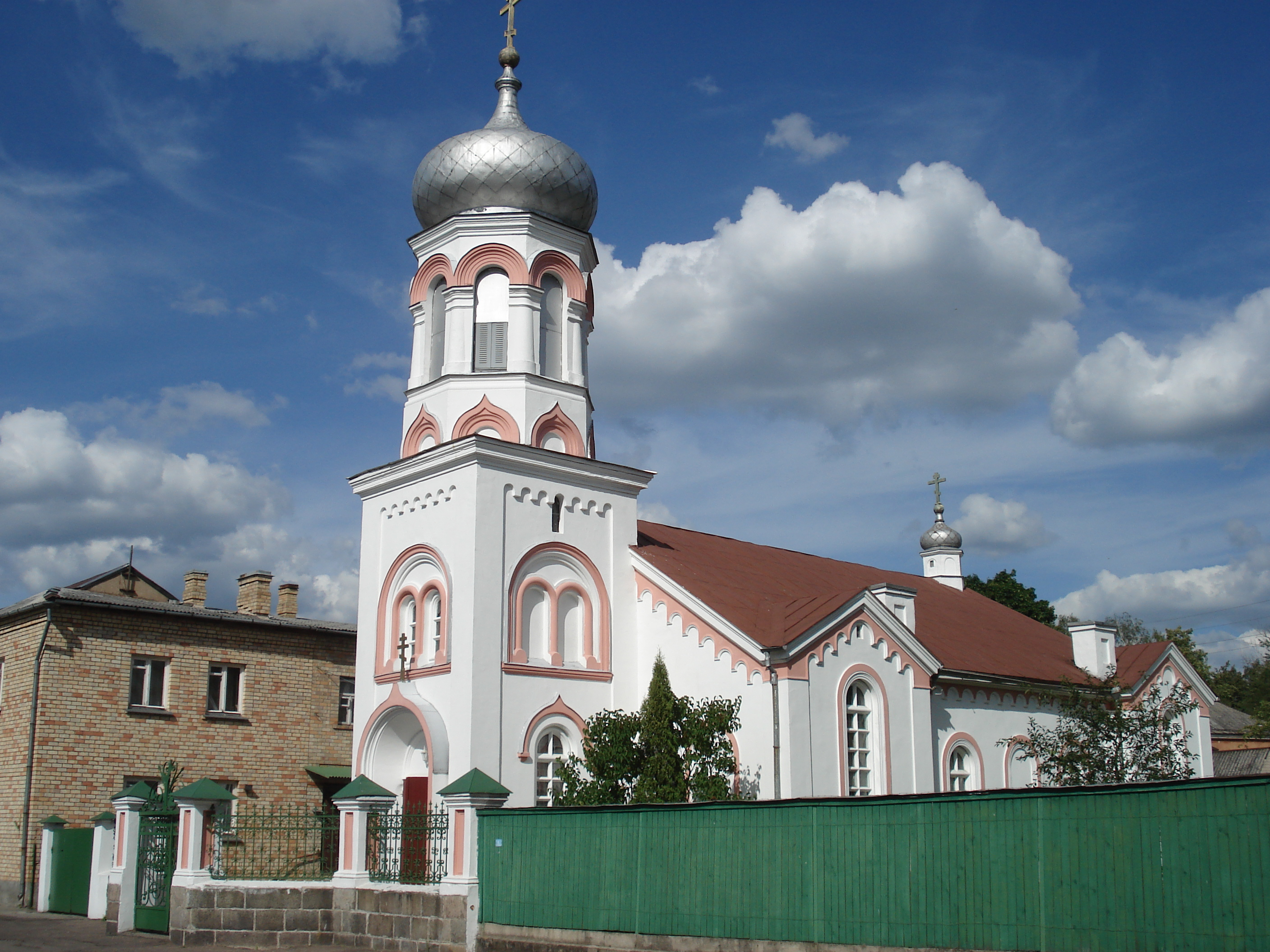
Старообрядческий храм Благовещения Пресвятой Богородицы и святителя Николы

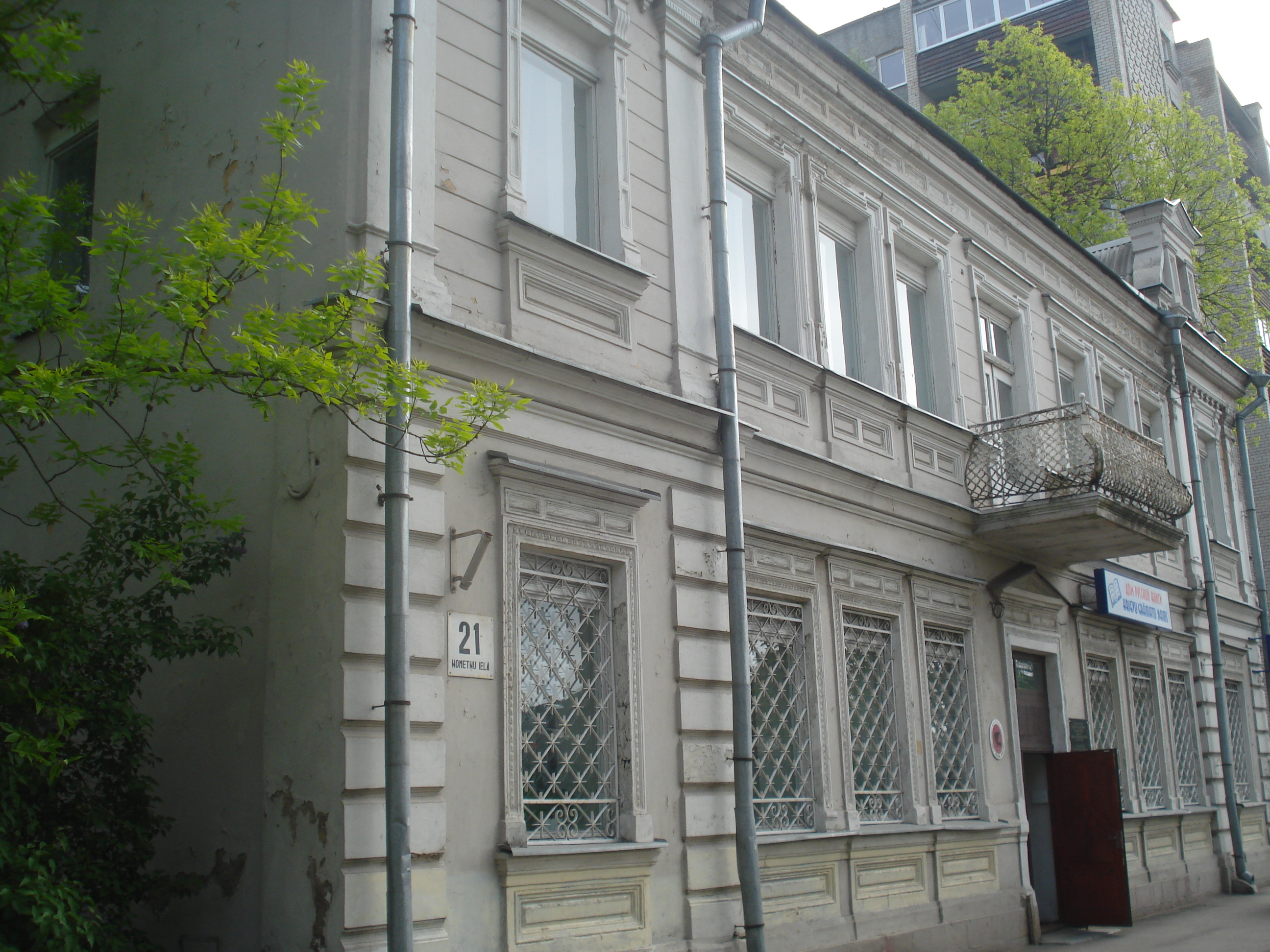
Дом Каллистратова

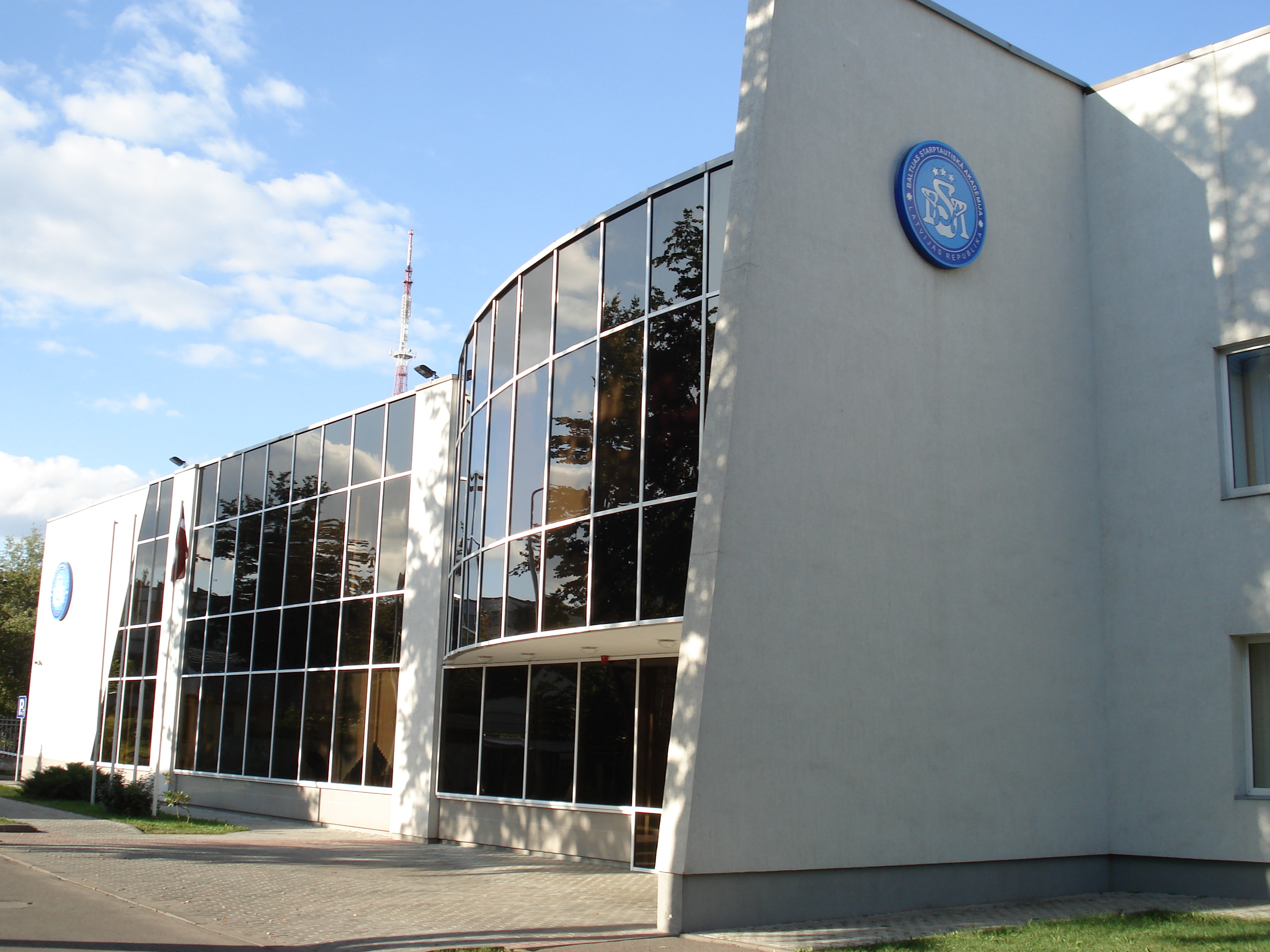
Балтийская Международная Академия

Гаёк (латыш. Gajoks) — район города Даугавпилс (Латвия), расположенный на правом берегу Даугавы. Название «Гаёк» происходит от пол. gaj — роща, небольшой лес.
Границы района проходят по ул. 18 Ноября (от реки до железной дороги), по железной дороге на восток, от неё восточнее дома № 66 по ул. Нометню до реки, далее по берегу Даугавы до начала ул. 18 Ноября. Соседние районы: Центр (на северо-западе), Новое Строение (на севере), Черепово (на востоке) и Грива (на юге, за рекой).

## История
Застройка района началась в середине XIX века по другой стороне построенной в 1833—1841 годах защитной дамбы, которая стала границей между ним и центром города (тогда Новым Форштадтом). Возникли первые предприятия — маленькие заводы и фабрики, лесопилки. Он развивался как промышленный район. Расположение на берегу реки было удобно для доставки сырья и отправки готовой продукции, а вскоре в районе появилась товарная железнодорожная станция.
В 1860 году город выделил землю для сооружения тюрьмы (острога), была построена и существует и поныне (см. Даугавпилсская тюрьма). С 1860 года начинается история пивоваренного завода (пивоварни), которая спустя четверть века, производя 80 тысяч вёдер пива в год, стала крупнейшей пивоварней в Витебской губернии.
В конце XIX века здесь была устроена насосная станция городского водопровода, пущенная в 1889 году.
1 июня 1908 года опустошительный пожар уничтожил несколько кварталов города, сгорело около 200 домов.
В 1911 году построена городская электростанция (ныне тепловая станция № 1). В Первую мировую войну для воинских нужд построен мост, сожжённый в наводнение во время весенних паводков 1922 года, затопивших район. В 1924 году была сооружена ограждающая дамба вдоль Даугавы.
В советское время в районе работал пивзавод и консервный завод. Здесь размещался Даугавпилсский общестроительный трест (руководство) (здание снесено в начале 2000-х годов) и его подразделения, СУ-2, Дом культуры строителей, общежитие. Имелось отделение почты, детский сад, швейный цех, магазин и т. д.

## Район сегодня
На территории района находятся филиал Балтийской Международной Академии (ранее Балтийский Русский Институт), Генеральное консульство Республики Беларусь, Дом культуры строителей, Водоканал, ТЭЦ-1 (построена в 1911 году), Даугавпилсская тюрьма, "Белый лебедь". Храмовые здания: старообрядческая моленная Гайковской общины во имя Благовещения Пресвятой Богородицы и святителя Николы (освящена в 1886 году), храм Святого князя Владимира в юрисдикции Российской православной автономной церкви. Гаёк является важным промышленным районом города. Есть швейная фабрика, пивзавод, кондитерская фабрика. Всего в районе около 20 улиц.

## Галерея

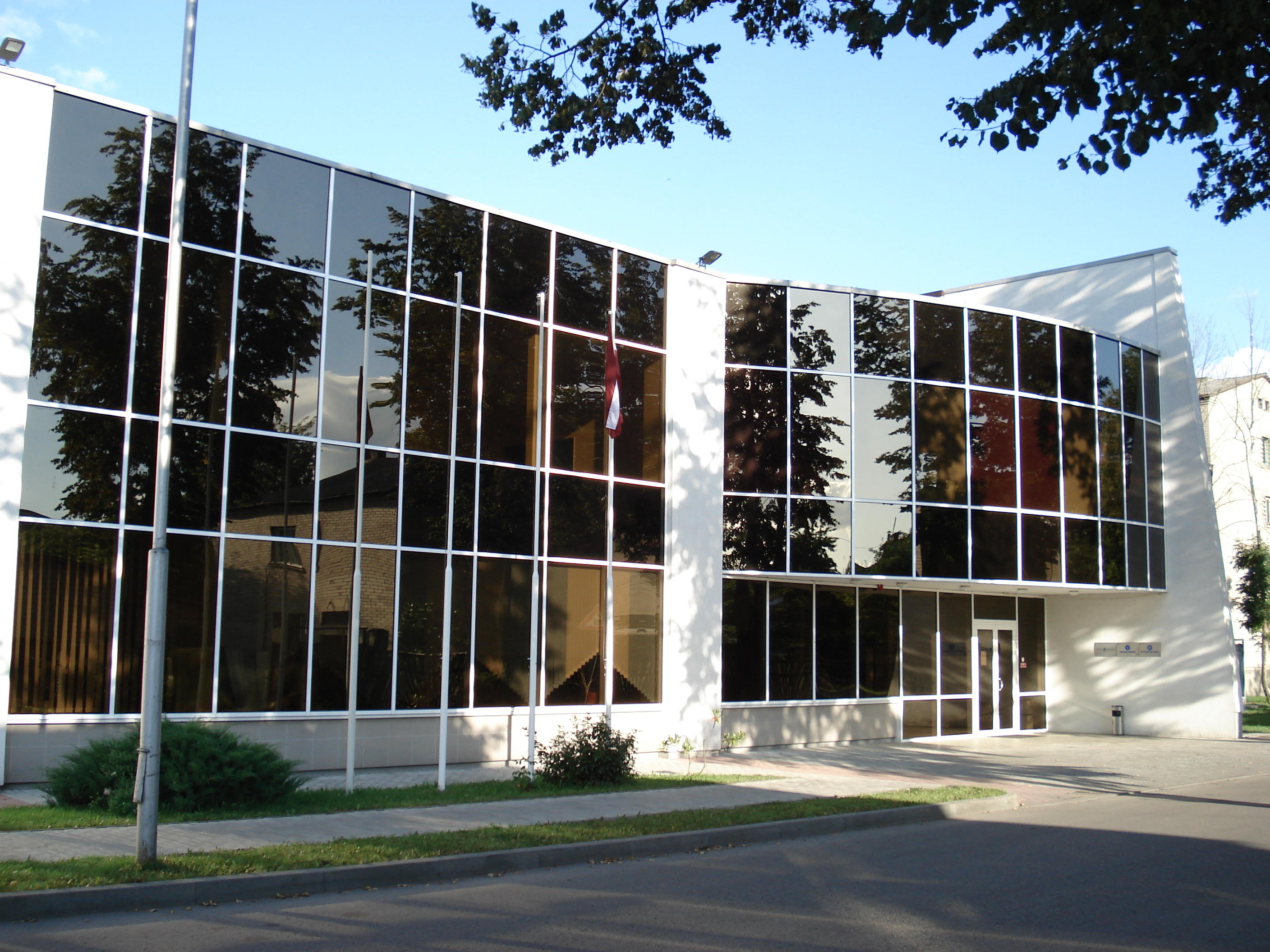
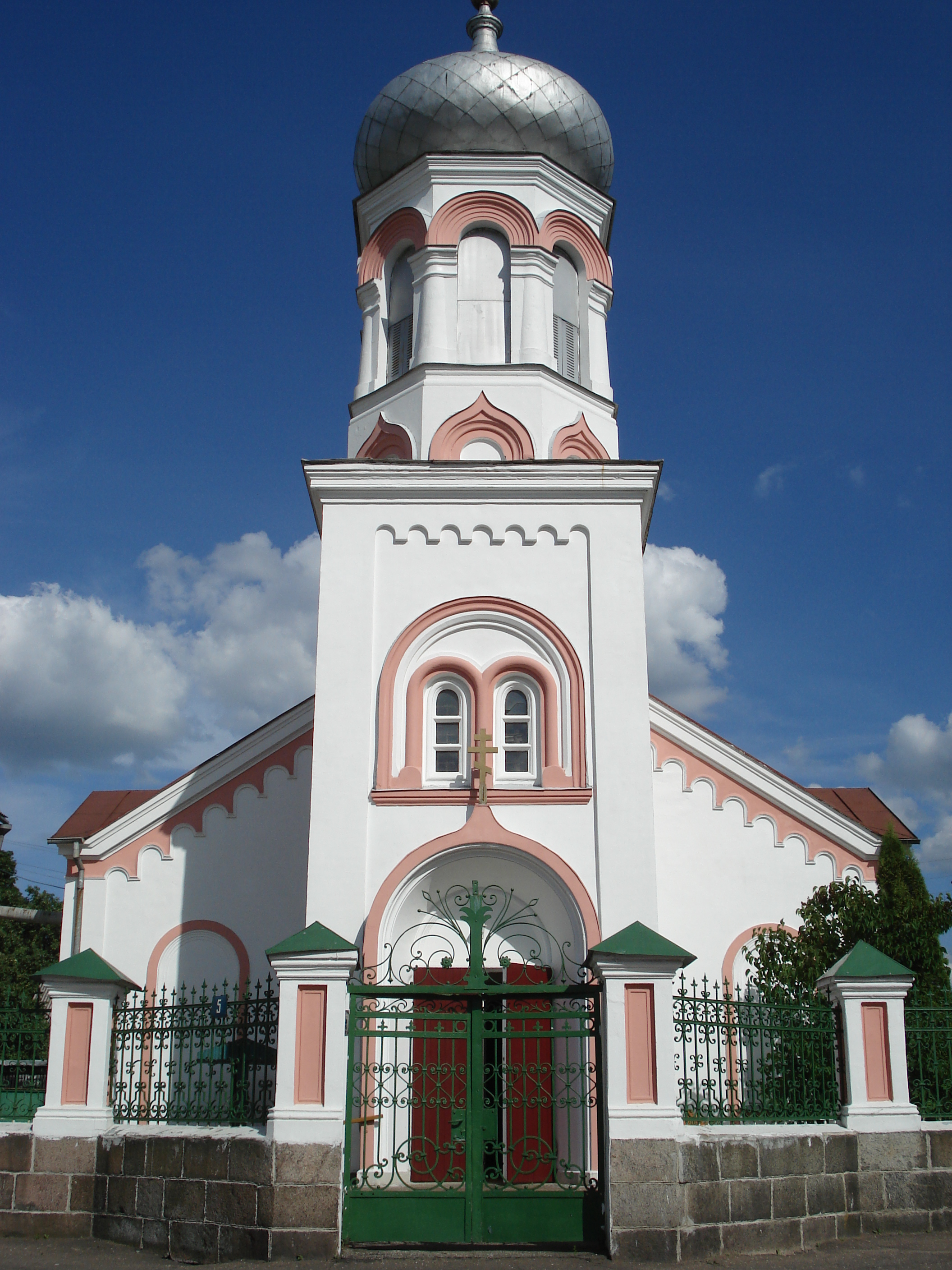
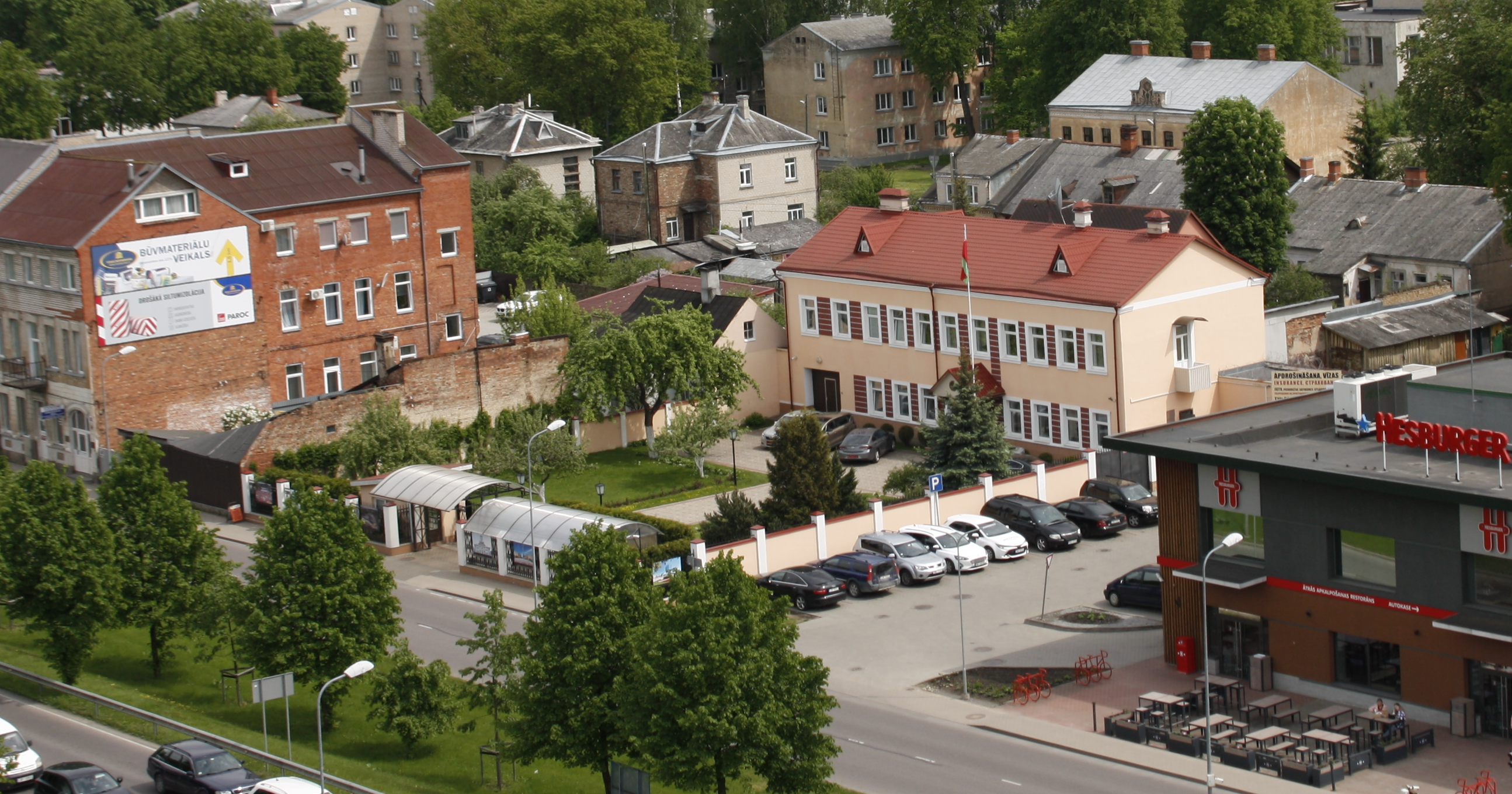
Белорусское консульство
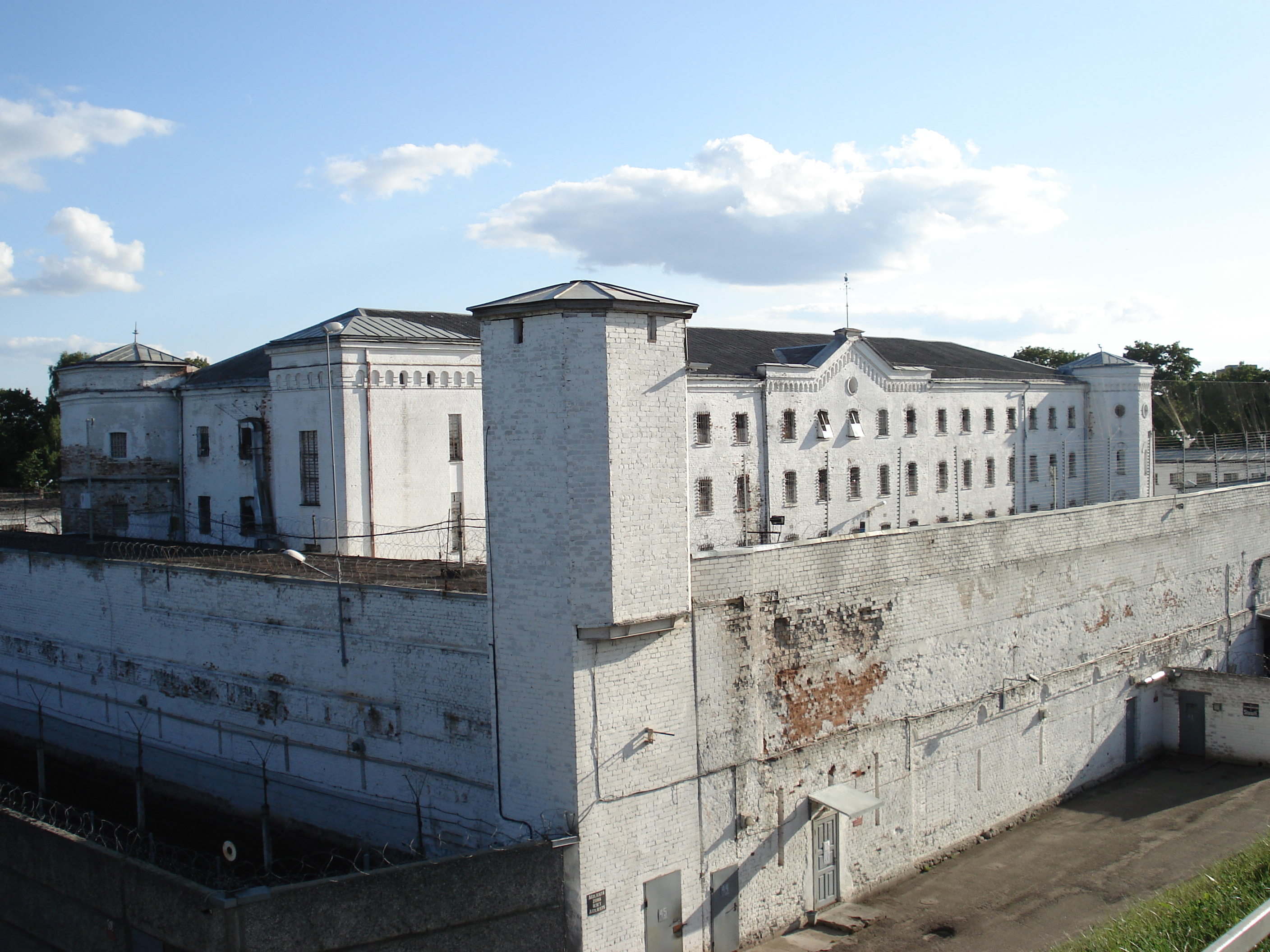
Даугавпилсская тюрьма